# Бауманис, Карлис
Ка́рлис Ба́уманис (латыш. Kārlis Baumanis или Baumaņu Kārlis, 11 мая 1835, Вилькене — 10 января 1905, Лемзаль) — российский и один из первых латышских композиторов, латышский поэт и драматург (псевдоним Асо), автор гимна Латвийской республики. Автор учебника немецкой грамматики и речи (1865), активист движения младолатышей, организатор Вселатвийских праздников песни.

## Биография

### Ранние годы
Родился в Генриховском поместье (Катринский приход, ныне волость Вилькене) в семье крестьян Екаба и Анны Бауманисов. Шестой сын в семье, где всего родилось 8 мальчиков и 4 девочки.
В 1837 году семья переехала в Лимбажское поместье, взяв в аренду хутор Лемшкални. С детства Карлис был увлечён книгами. К 8 годам научился бегло читать, не расставался с Библией и многие её фрагменты знал наизусть.
Учился в Лимбажской приходской школе (1846—1848), начальной школе (1848—1850) и уездном училище (1850—1852). После окончания школьного образования с помощью своего крёстного, лемзальского священника Кристофа Нойенкирхена, получил место помощника учителя приходской школы в Вольмаре, где преподавал немецкий, русский язык и географию, научился играть на фортепиано.
По рекомендации крёстного осенью 1853 года он поступил в Вольмарскую учительскую семинарию, где обучался по 1856 год и изучал общеобразовательные предметы, педагогику, иностранные языки, хоровое пение, игру на органе и скрипке.
Семинарией руководил латышский просветитель и музыкант Янис Цимзе, от которого Бауманис перенял любовь к хоровому пению. Его любимыми предметами также были языки, рисование и педагогика. Во время учёбы в семинарии он ведёт дневник на немецком языке. Несмотря на то, что семинария Цимзе считалась латышским учебным заведением и готовила учителей для латышского народа, участники Атмоды (в том числе Бауманис) впоследствии упрекали директора семинарии в недостатке национального самосознания.
Летом 1856 года Карл окончил семинарию с отличными оценками по всем предметам, первым в выпуске, и получил рекомендацию на место учителя в помещичью семью фон Адеркас, владевшую роскошным поместьем Кирбижи. Там ему пришлось преподавать латынь, которую он не изучал в семинарии, но всё-таки справился с этой задачей. Он начал также изучать французский язык, брал уроки у гувернантки Амалии фон Родецки.
Однако на работе у помещика ему не удалось заработать денег на учёбу на юридическом факультете Дерптского университета, как мечтал Бауманис. Разочарованный этим, он в 1858 году со словами «Лучше быть дворником в Петербурге, чем учителем в Видземе» уехал в Санкт-Петербург, где в то время создавался интеллектуальный центр латышей, пользовавшихся поддержкой русских, недолюбливавших остзейских помещиков. Санкт-Петербург впоследствии также стал колыбелью латышской музыки.

### В столице
В Петербурге Бауманис поселился со старшими братьями Мартином и Екабом, приехавшими туда ранее как ремесленники. Однако аттестат семинарии Цимзе не давал ему права работать домашним учителем, поэтому под руководством младшего брата своего наставника, Давида Цимзе, Бауманис интенсивно готовится к экзамену на новый аттестат и успешно его выдерживает.
Вначале он преподавал каллиграфию в церковной школе при приюте св. Анны. Превосходное знание немецкого языка позволило ему получить место учителя у директора департамента Министерства народного просвещения Николая Романовича Ребиндера, что дало ему время заниматься самообразованием, пользуясь обширной библиотекой хозяев дома. В доме Ребиндера он познакомился со многими выдающимися людьми, — например, германским политиком Бисмарком, сформировал широкие взгляды по общественным и политическим вопросам.
В 1860 году получил постоянную работу преподавателя немецкого языка в реформатском училище св. Петра в Санкт-Петербурге, где работал в течение 21 года, сдружившись с её директором Д.Марго. Тот побудил Бауманиса обратиться к созданию учебника немецкого языка, что и было сделано: в 1865 году вышла книга Бауманиса «Elemente deutscher Schrift un Sprache».
Бауманис преподавал немецкий язык в Смольном институте, в 1-й Петербургской гимназии. Был дважды награждён за педагогическую работу.
В свободное время учился музыке, брал частные уроки по классу фортепиано в Санкт-Петербургской консерватории у профессора Ф. Черни.
Бауманис активно сотрудничал с младолатышами, обучавшимися и работавшими в Санкт-Петербурге, которые стали инициаторами первой Атмоды — движения национального пробуждения.
В Санкт-Петербурге он пишет «Песню отечества» (Tēvijas dziesma), «Песню рыбаков Даугавы» (Daugavas zvejnieku dziesma) и торжественную песню «Боже, Благослови Латвию!» (Dievs, svēti Latviju), ставшую впоследствии национальным гимном. В 1870 году в Санкт-Петербурге был издан сборник песен «Austra», в котором впервые опубликованы эти песни.
В 1862—1865 годах Бауманис состоял в руководимом Кришьянисом Валдемаром Читательском обществе.
Живя в столице, он способствовал организации 1-го Вселатвийского праздника песни, послав комитету праздника три своих песни, которые прозвучали в исполнении сводного хора.
Бауманис пишет «Боже, благослови Латвию», позже ставшую гимном Латвии, в 1872 году, надеясь, что её включат в программу Первого вселатвийского праздника песни. Уже летом 1873 года на одном из вступительных мероприятий Первого праздника песни в Рижском латышском обществе композицию исполняют впервые . В 1895 году она попадает в репертуар Праздника — уже в четвёртого по счету.
В августе 1878 года Бауманис участвует в учреждении Санкт-Петербургского Латышского благотворительного общества для улучшения морального и материального состояния бедных соотечественников, проживавших в столице. В это время Бауманис начинает совмещать работу учителя с журналистской работой в альманахе «Dundurs» («Овод»).

### Обратно в Лемзаль
В 1881 году Бауманиса внезапно увольняют из Реформатского училища и отказывают от квартиры на Мойке, которую он занимал. Причиной этого многие, в первую очередь родственники Бауманиса, считали его пристрастие к алкоголю и богемный образ жизни, из-за которого ранее от него ушла жена. В возрасте 47 лет в 1882 году Бауманис возвращается на родину — в Лемзаль. После блестящей жизни в столице родной город удручает его, хотя он пытается участвовать в общественной жизни, посещает собрания «Званого общества» (Saviesīgā biedrība). Он вступил в общество в 1885 году и в 1886 году был избран лектором комиссий по знаниям, хору, театру и библиотекам. В этих должностях он оставался до смерти. Он был организатором званых вечеров и театрализованных музыкальных представлений, подготавливая для них куплеты, юморески и музыкальные номера. Особое внимание он уделял постановке пьес своего соратника Юриса Алунана. Доходы от продажи входных билетов на спектакли обеспечивали работу общества. После спектаклей организовывались танцы, на которых играла местная сельская капелла.
Подаренные Бауманисом городу 3 марта 1886 года 300 книг положили начало общедоступной библиотеке, которая была открыта два раза в неделю. Обязанности библиотекаря и консультанта в ней исполнял сам Бауманис. Плата за пользование библиотекой составлял 1 рубль в год или 20 копеек в месяц.
В 1890—1899 годах Бауманис издает в типографии Янис Мелькиса «Настоящий Балтийский календарь», в котором он опубликовал свои очерки о Лемзальском замке, церкви, дорогах, поздравительные стихи и памфлеты «Византийские вопли» (за подписью B.K. или под псведонимами «Azo», «Limbsesiles Antikangars»).
Тем не менее в последние годы жизни тяга композитора к алкоголю растёт, он болеет, нуждается.
Карлис Бауманис умер в 1905 году и похоронен на городском кладбище. Могильная плита — Густав Шкилтерс (1920).
После смерти композитора его товарищ по Званому обществу Янис Мелькис опубликовал небольшую книжку, в которой собрал сочинённые Бауманисом духовные праздничные песни.

## Музыкальное и творческое наследие

Памятник К. Бауманису со словами Гимна Латвии в саду Виестура

Карлис Бауманис был ярким публицистом, поэтом-сатириком, драматургом, он также сочинил тексты для многих своих песен. Опубликованные им в 1874 и 1875 годах на латышском и немецком языках полемические тексты о народной песне положили начало этномузыкальной культуре латышского народа.
Как музыкант он записал около 300 народных песен и аранжировок, в том числе 50 хоровых.
Филолог и художница Иева Скребеле указала, что и музыка и слова Торжественной песни Бауманиса — плагиат. Музыка повторяет мелодию немецкой народной песни «Wenn ich ein Vöglein wär» («Если бы я был птичкой»), изданной Иоганном Готфридом Гердером в сборнике 1778 года. Затем эта песня была использована для гимна Ольденбурга («Heil dir, o Oldenburg») с подачи великой герцогини Сесилии, в 1844 году, и он остается неофициальным символом города по сей день. В свою очередь, слова торжественной песни по ритмическому строю и смыслу соответствуют словам российского имперского гимна «Боже, царя храни!». «Как и в нём, в первой строчке выражается мольба, чтобы Бог хранил (благословлял) избранный объект, а во второй этот объект характеризуется», — отмечает исследователь. «В школьных учебниках говорится, что „Dievs, svētī Latviju“ — оригинальная песня Карлиса Бауманиса. Однако получается, что оригинальна в ней только часть про танцы, поющих латышских сынок и цветущих дочерей. Я бы сказала, этого маловато».
В день провозглашения независимости Латвии, 18 ноября 1918 года, песня «Dievs, svētī Latviju» была исполнена трижды. 7 июня 1920 песня стала официальным гимном Латвийской Республики, когда соответствующий приказ подписал министр внутренних дел временного правительства Латвии Арвед Берг. 25 сентября 1928 Сейм Латвии принял Закон о государственном гимне.

## Награды
- 1873 — Орден Св. Анны за педагогическую работу.
- 1878 — Орден Св. Станислава за достижения в педагогической работе.

## Семья
Дочь — Марта Пивоваруне.